# Euchen

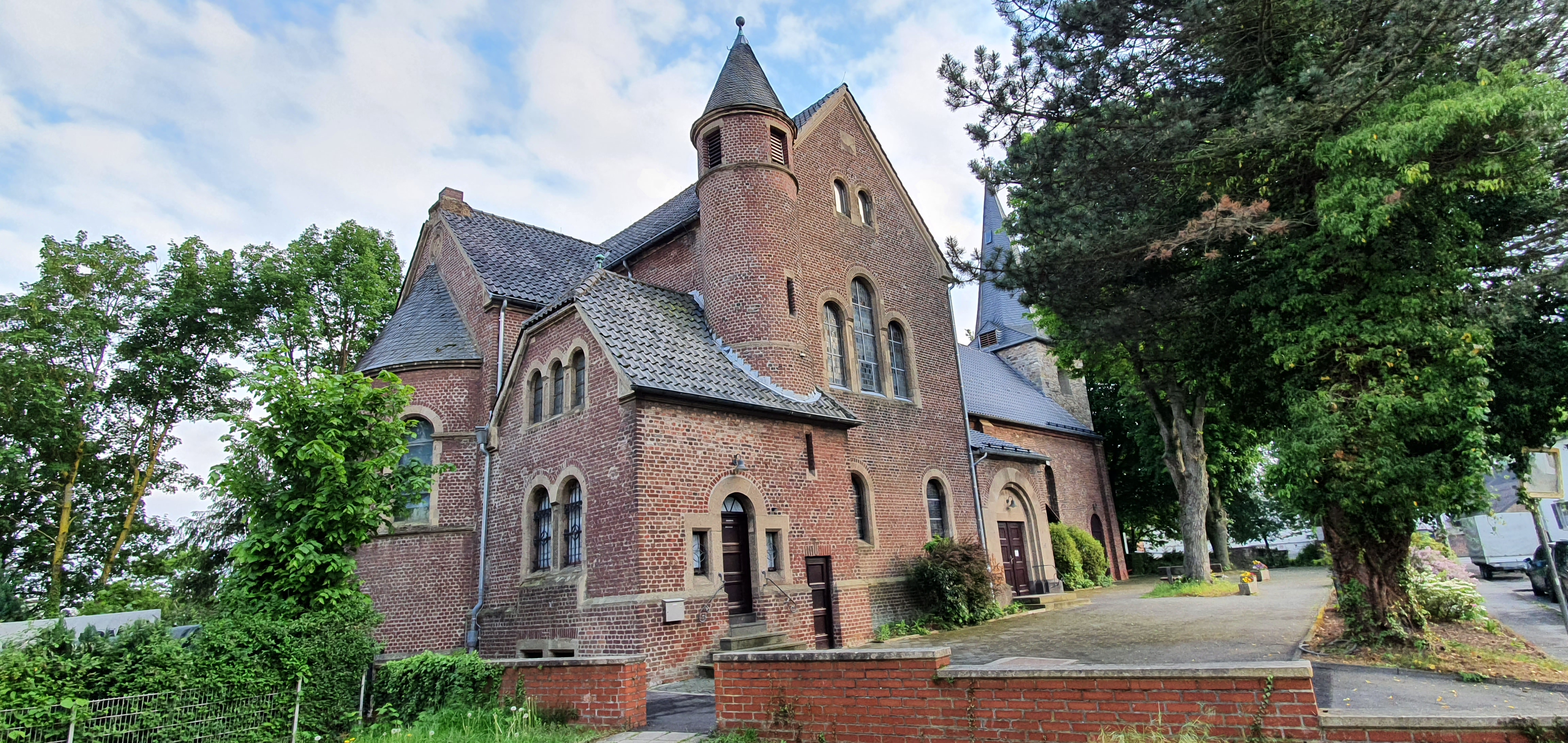
St. Willibrord

Euchen ist eine Ortschaft im westlichen Nordrhein-Westfalen und gehört seit 1972 zu Würselen in der Städteregion Aachen. Nachbarorte sind Würselen-Weiden, Würselen-Linden-Neusen, Würselen-Broich und Alsdorf-Ofden.
Euchen verfügt über einen Kindergarten, eine Kirche, einen kleinen Friedhof und einen Sportplatz am östlichen Ortsausgang. Am nördlichen Ortsausgang liegt eine Kläranlage.
Patron der Pfarrkirche St. Willibrord ist St. Willibrord.

## Geschichte
Von 1794 bis 1814 gehört Euchen zum Kanton Eschweiler im Département de la Roer, seit 1815 zum Landkreis Aachen im preußischen Rheinland.
1892 bietet der Kirchenvorstand von Euchen alte Kreuzwegstationen als Ölgemälde der Wallfahrtskirche St. Judas Thaddäus Thomasberg-Heisterbacherrott im heutigen Königswinter zum Geschenk.
Bis zur Eingemeindung nach Alsdorf 1932 gehörte Kellersberg zur Pfarrei Euchen.
1973 gehören die „Jungenspiele Euchen“ zu den neun Gründungsmitgliedern der „Arbeitsgemeinschaft Würselener Jungenspiele e. V. (AWJ)“.

## Verkehr
Euchen liegt am Schnittpunkt zweier Landstraßen. In Richtung Westen liegen Birk und Bardenberg, in Richtung Norden Alsdorf, in Richtung Osten Broich, Linden-Neusen und St. Jöris sowie in Richtung Süden Weiden.
Die nächste Anschlussstelle ist Broichweiden auf der A 44. Die nächsten Bahnhöfe sind Herzogenrath und Kohlscheid an der Strecke Aachen–Geilenkirchen–Mönchengladbach, Eschweiler Hbf an der Strecke Aachen–Düren–Köln sowie Alsdorf-Annapark.
Die AVV-Buslinien AL1 und WÜ1 der ASEAG verbinden Euchen mit Würselen-Mitte, Würselen-Broichweiden, Würselen-Linden-Neusen, Alsdorf-Ofden und Alsdorf-Annapark.
| Linie | Verlauf |
| ----- | --- |
| AL1   | Alsdorf-Annapark – Kellersberg – Ofden – Euchen – Broich – Neusen                                                                               |
| WÜ1   | (Stadtbus Würselen) Euchen – Broich – Linden-Neusen – Vorweiden – Weiden – Gewerbegebiet Aachener Kreuz – Würselen – Kohlscheid – Kohlscheid Bf |

Euchen hatte bis 1980 ähnlich wie Schleiden einen eigenen Bahnhof. Dieser Bahnhof war nur ein kleiner Durchgangsbahnhof mit Bedeutung für Personenverkehr und Landhandel. Das Empfangsgebäude des Bahnhofs steht heute noch und ist in Privatbesitz. Es steht am Westausgang des Ortes Euchen an der Broicher Str. (L223). Kurioserweise liegen noch Schienen im Fahrweg nach Alsdorf-Schleibach. Diese Geleise führten zum Bahnhof.